# 皮尼亚

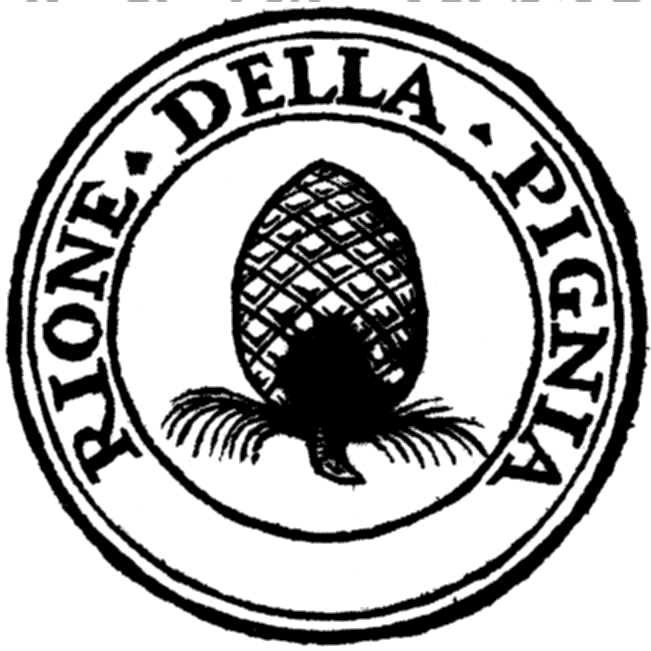
区徽

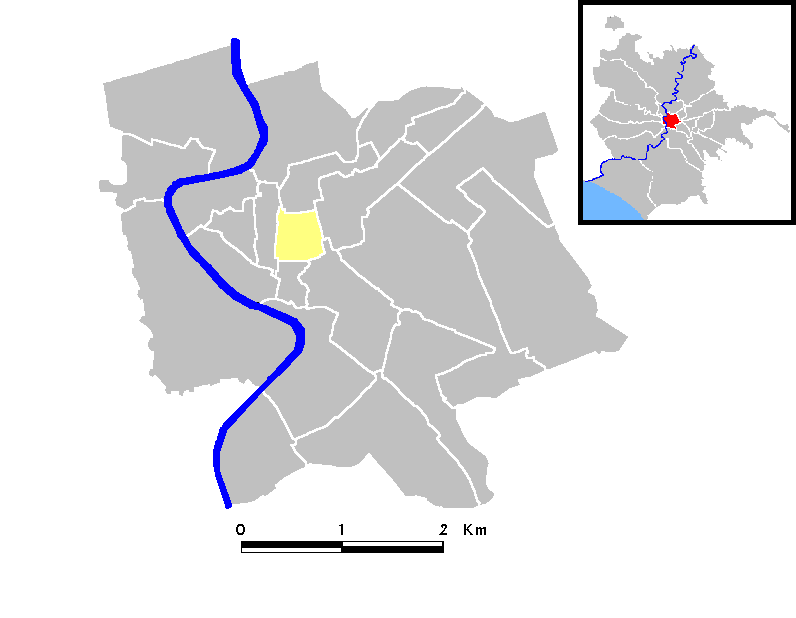
地图

皮尼亚（義大利語：Pigna）是罗马的第九区。名字的意思是“松子”，标志是是巨大的青铜色松果，装饰古罗马的一个喷泉，毗邻巨大的艾西斯神庙。水从松果顶部流出。松果被移到老圣伯多禄大殿，但丁在那里看到它，在“神曲”中将其作为一个比喻，比喻宁录面孔的巨大比例。 在15世纪，它被移到其当前位置，伯拉孟特的美景宮庭院（Cortile del Belvedere），连接梵蒂冈和美景宮。两侧为来自哈德良陵墓圣天使城堡的一对罗马的青铜孔雀。
该区位于古罗马战神广场地区的中心.它大致为正方形，从西北角的万神庙延伸到东南角的威尼斯广场。虽然面积较小，但是拥有许多教堂和宫殿。